# Тернопољ
Тернопољ (укр. Тернопіль, рус. Тернополь, пољ. Tarnopol) град је у Украјини и средиште Тернопољске области. Према процени из 2012. у граду је живело 217.300 становника. Налази се на реци Серет, удаљен 367 км од Кијева.

## Историја
Тернопољ је основао 1540. Јан Амор Тарновски, пољски вођа, а град је основан као пољско војно упориште. Године 1544. изграђен је Тернопољски дворац. Град одбија свој први Татарски напад 1548. године. Тернопољ добија градска права од стране краља Жигмунда Пољског. Године 1575. град је опљачкан од стране Татара.
У 17. веку град је скоро избрисан са карте у Хмељницком устанку када је побијена и протерана већина јеврејског становништва. Тернопиљ су готово у потпуности уништили Турци и Татари 1675. године, а обновио га је Александар Конецпољски.
Одређен број Украјинаца из овог града и његове околине је током аустроугарске окупације Босне и Херцеговине пресељен на њену територију. По граду из кога су отишли, Украјинци су назвали ново насеље које су формирали код Приједора. Приједорско Трнопоље је данас средиште украјинске културе у Републици Српској. Ту живи и највише припадника ове националне мањине, око три стотине. У основној школи, учи се и украјински језик.

## Становништво
Према процени, у граду је 2012. живело 217.300 становника.
| 1979.   | 1989.   | 2001.   | 2012.   |
| ------- | ------- | ------- | ------- |
| 143.625 | 204.845 | 227.755 | 217.300 |

Становништво чине углавном Украјинци. Осим већинског Украјинског становништва у граду живе и Руси, Пољаци, Белоруси, и Јевреји.
Према подацима из 2007. године етнички састав је следећи:
- Украјинци 91,2%
- Руси 7,1%
- Пољаци 0,5%
- Белоруси 0,3%
- Јевреји 0,3%
- остали 0,5%

## Градови побратими
- Сливен
- Пенза
- Јонкерс
- Елблаг
- Тарнув
- Хожув